# Calathea macrosepala
El Chufle (Calathea macrosepala K. Schum ) o Chufles es una planta de la familia de las marantáceas, ya que existe una parecida al norte de América del Sur denominada (Calathea allouia ) en cambio esta es nativa de Centroamérica, específicamente de las regiones de El Salvador, Guatemala, Honduras, Nicaragua, Costa Rica, Panamá y México. Se da a altitudes de 0 a 1,100 metros sobre el nivel del mar. Su flor es comestible y sirve para varios platillos de diferentes países.

## Distribución
(Calathea macrosepala K. Schum ) o Chufles Es considerada nativa en El Salvador, Guatemala, Nicaragua, Honduras, Costa Rica, Panamá, México. Se considera introducida en algunos países del Caribe.

## Descripción
Plantas caulescentes, 0.6-1.8 m de alto, secándose anualmente hasta quedar solamente el rizoma. Hojas basales 3-7 y 1-2 caulinares, láminas 24-90 cm de largo y 8-35 cm de ancho, ápice acuminado, verdes con diseños de como plumas amarillo-verdes a lo largo del nervio principal y gris-verdes pálidas en el envés y ocasionalmente con 2 bandas longitudinales moradas; pulvínulo glabro excepto por una hilera de tricomas en la haz, verde-olivo, pecíolo glabro, verde, frecuentemente ausente, tomentosa vaina apicalmente, verde o rayada de morado. Las inflorescencias ovoides a elipsoides, 4-10 cm de largo y 2,5-5 cm de ancho, brácteas (5-) 7-41, persistentes, erectas, menudamente tomentosas en la superficie externa, glabras o subglabras en el ápice en la interna, claras verde, flores cerradas; sépalos 18-28 mm de largo, blanco-cremas; corola crema una dorada, tubo 23-29 mm de largo. Cápsulas obovoides, redondeadas, cremas unas amarillentas, sépalos persistentes; Semillas grises. La reproducción se realiza vegetativamente mediante rizomas, que dan en promedio 20 brotes cada uno. No existe agricultura ya que se produce en hábitat natural en época lluviosa, esta especie es utilizada por las poblaciones de los países en mención para darle sabor a sus platillos en especial a sopas.
Común, en bosques caducos y perennifolios, frecuentemente en este sitios alterados y en bosques de galería, ampliamente distribuida en las zonas Pacífica y norcentral; 0-1000 m; Las raíces abultadas y llenas de almidón comestibles. Tratada equivocadamente como C. allouia (Aubl.) Lindl. en otras regiones, es muy común en la flora de Guatemala, El Salvador, Nicaragua, Costa Rica y en la flora de Panamá.

## Usos
Los brotes tiernos de las inflorescencias se cocinan y se consumen como verdura en sopas y otras recetas. Las hojas se utilizan para envolver tamales y otros alimentos. Las raíces tuberosas secas contienen 13 a 15 % de almidón y 6,6 % de proteínas. Se consumen cocidas 15 a 20 minutos y mantienen una textura crujiente, incluso después de largo tiempo de cocinadas. Los chufles pueden servirse en ensaladas y en platos a base de sopas, hay muchos en peculiar; todo depende de la costumbre familiar de cada región.

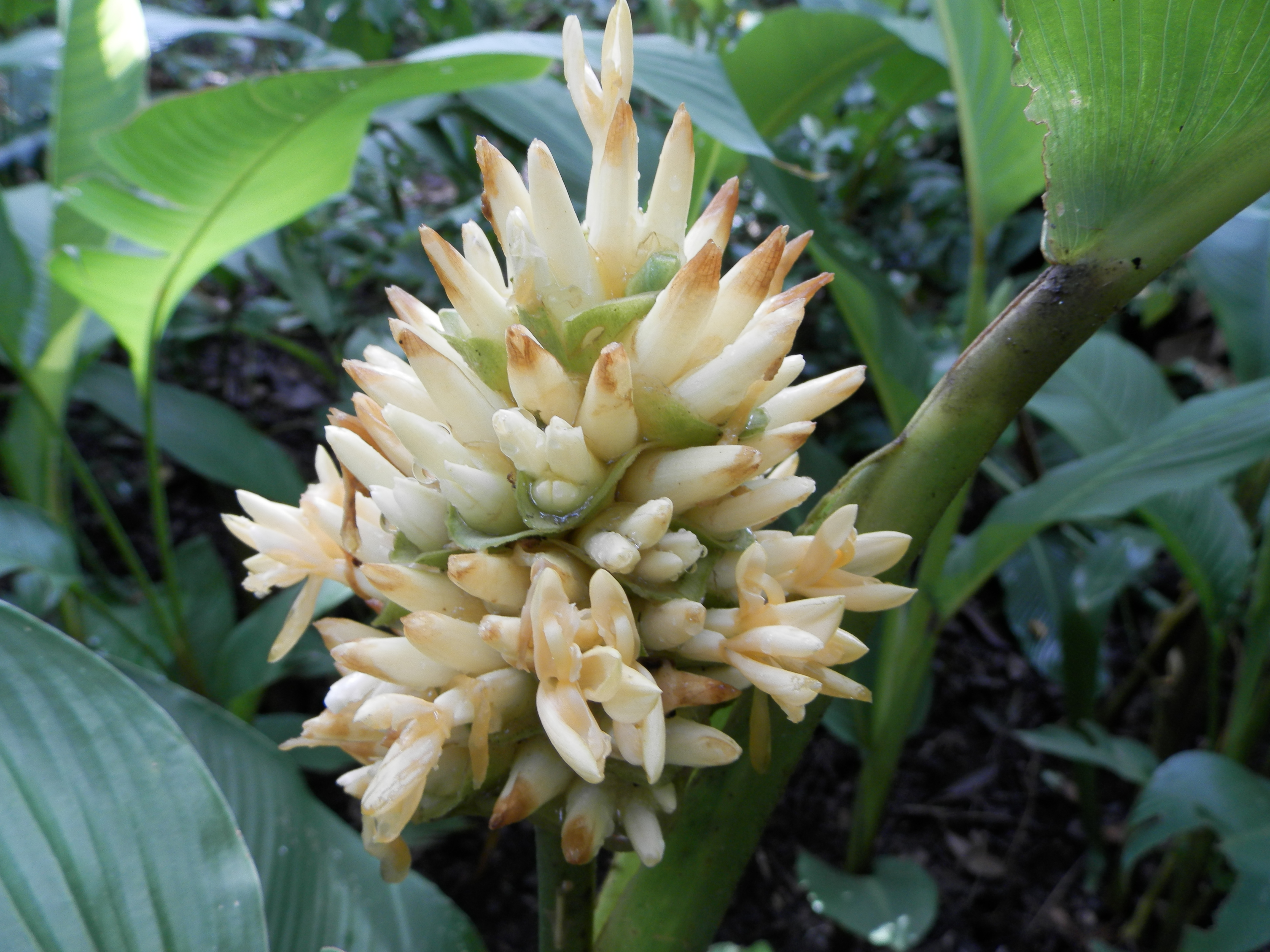
Chufle en flor

## Taxonomía
(Calathea macrosepala K. Schum ) o Chufles no tienen un estudio específico, se sabe que las universidades de estos países realizan estudios de su flora pero esta especie difiere un poco de la (Calathea allouia ) que brota en el norte de América del Sur y algunas regiones del Caribe

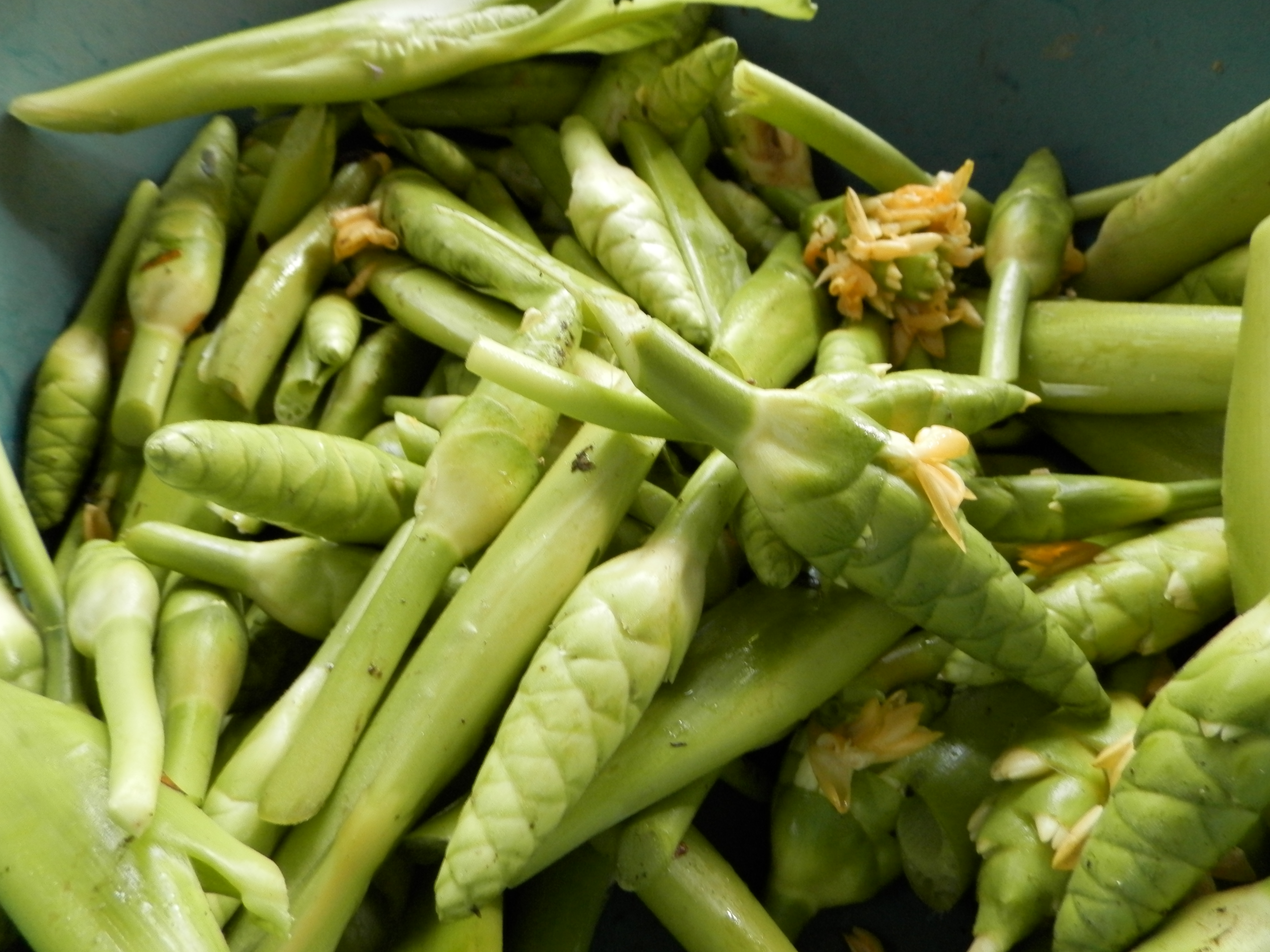
Chufles de temporada

Sinonimia
- Allouya americana (Lam.) A.Chev.
- Curcuma americana Lam.
- Maranta allouia Aubl.
- Maranta niveiflora A.Dietr.
- Maranta semperflorens Horan.
- Phrynium allouia (Aubl.) Roscoe
- Phyllodes allouia (Aubl.) Kuntze[1]

## Nombre común
Se le llama Chufles (El Salvador); Chufles (Guatemala), Risomas (Nicaragua); lerenes (Costa Rica, Panamá y República Dominicana), Flor Blanca (México) Macuses o Macusas (Honduras);